# Pablo Orbaiz
Pablo Orbaiz Lesaca (Pamplona, 6 de fevereiro de 1979) é um futebolista espanhol que joga actualmente como meio campista no Athletic Club de Bilbao e na seleção espanhola. Começou sua carreira no CA Osasuna em 1996 antes de transferir para o Athletic Club de Bilbao em 2000. Desde 2011 joga pelo Olympiakos CFP.

## Honras e concessões
- Vencedor do Campeonato da Juventude do Mundo de FIFA